# Neos Zygos
'Neos Zygos' äldre namn: Prósfyges (Neos Zygos) är en ort i Grekland.   Den ligger i prefekturen Nomós Kaválas och regionen Östra Makedonien och Thrakien, i den nordöstra delen av landet, 300 km norr om huvudstaden Aten. Neos Zygos ligger 281 meter över havet och antalet invånare är 572.
Terrängen runt Neos Zygos är huvudsakligen kuperad, men västerut är den platt.  Närmaste större samhälle är Kavala, 5,8 km sydost om Neos Zygos. 